# ان بنکرافت (کاوشگر)
ان بنکرافت (انگلیسی: Ann Bancroft؛ زادهٔ ۲۹ سپتامبر ۱۹۵۵) نویسنده، معلم، ماجراجو و سخنران عمومی آمریکایی است. او نخستین زنی بود که چند سفر به قطب شمال و قطب جنوب را به انجام رساند. او در سال ۱۹۹۵ به تالار ملی مشاهیر زن راه یافت.